# Ultimatum allemand contre la Belgique
L'ultimatum allemand contre la Belgique est lancé par l'Empire allemand à son voisin belge le 2 août 1914, demandant à cette dernière de bien vouloir laisser passer l'armée allemande sur son territoire afin de pouvoir combattre la France.
La Belgique, au nom de sa neutralité perpétuelle, refusa cet ultimatum le 3 août et fut envahie le lendemain par l'Allemagne. Ce fut un des premiers épisodes de la Première Guerre mondiale.

## Contexte
À la suite de la mobilisation générale en France et en Allemagne, celle-ci prétexte que malgré sa promesse, réitérée le 1er août 1914, de respecter la neutralité de la Belgique, elle se voit contrainte de franchir la frontière belge, la France s'apprêtant à marcher vers la Meuse, en passant par Givet et Namur.
Le 1er août 1914, Antonin de Selliers de Moranville, chef d'état-major de l'Armée belge, fait savoir que « la Belgique se défendra contre tous les agresseurs, contre les derniers aussi bien que contre les premiers. Nous ne ferons aucune différence entre les uns et les autres. Ce que nous voulons, c'est que les étrangers en armes n'envahissent pas notre territoire. »
La France lui répond : « J'ai l'honneur de vous faire savoir que le ministre de France m'a fait verbalement la communication suivante : je suis autorisé à déclarer qu'en cas de conflit international, le Gouvernement de la République, ainsi qu'il l'a toujours déclaré, respectera la neutralité de la Belgique. Dans l'hypothèse où cette neutralité ne serait pas respectée par une autre Puissance, le Gouvernement français, pour assurer sa propre défense, pourrait être amené à modifier son attitude. »

## L'ultimatum
Le 2 août 1914, sans ultimatum ou déclaration de guerre, l'Allemagne envahit le Luxembourg. À 19 heures, Julien Davignon, le ministre belge des Affaires Étrangères, reçoit l'ultimatum officiel rédigé dès le 26 juillet 1914 et transmis à l'ambassadeur de l'Allemagne en poste à Bruxelles, le 29 :

« Le Gouvernement allemand a reçu des nouvelles sûres, d'après lesquelles les forces françaises auraient l'intention de marcher sur la Meuse par Givet et Namur ; ces nouvelles ne laissent aucun doute sur l'intention de la France de marcher sur l'Allemagne par le territoire belge. Le Gouvernement impérial allemand ne peut s'empêcher de craindre que la Belgique, malgré sa meilleure volonté, ne soit pas en mesure de repousser avec succès une marche française comportant un plan aussi étendu, de façon à assurer à l'Allemagne une sécurité suffisante contre cette menace ; c'est un devoir impérieux de conservation pour l'Allemagne de prévenir cette attaque de l'ennemi.
Le Gouvernement allemand regretterait très vivement que la Belgique regardât comme un acte d'hostilité contre elle le fait que les mesures des ennemis de l'Allemagne l'obligent à violer aussi, de son côté, le territoire belge. Afin de dissiper tout malentendu, le Gouvernement allemand déclare ce qui suit :
1° L'Allemagne n'a en vue aucun acte d'hostilité contre la Belgique. Si la Belgique consent, dans la guerre qui va commencer, à prendre une attitude de neutralité amicale vis-à-vis de l'Allemagne, le Gouvernement allemand, de son côté, s'engage, au moment de la paix, à garantir l'intégrité et l'indépendance du royaume dans toute leur ampleur.
2° L'Allemagne s'engage, sous la condition énoncée, à évacuer le territoire belge aussitôt la paix conclue.
3° Si la Belgique observe une attitude amicale, l'Allemagne est prête, d'accord avec les autorités du Gouvernement belge, à acheter contre argent comptant tout ce qui est nécessaire à ses troupes et à l'indemniser pour les dommages quelconques causés en Belgique par les troupes allemandes.
4° Si la Belgique se comporte d'une façon hostile contre les troupes allemandes et particulièrement fait des difficultés à leur marche en avant par la résistance des fortifications de la Meuse ou par des destructions de routes, chemins de fer, tunnels on autres ouvrages d'art, l'Allemagne sera obligée, à regret, de considérer la Belgique en ennemie.
Dans ce cas, l'Allemagne ne pourrait prendre aucun engagement vis-à-vis du royaume, mais elle devrait laisser le règlement ultérieur des rapports des deux États l'un vis-à-vis de l'autre à la décision des armes.
Le Gouvernement a le ferme espoir que cette éventualité ne se produira pas et que le Gouvernement belge saura prendre les mesures appropriées pour empêcher que des faits comme ceux qui viennent d'être mentionnés ne se produisent.
Dans ce cas, les relations d'amitié qui unissent les deux États voisins seront maintenues d'une façon durable,. »

### Réaction belge

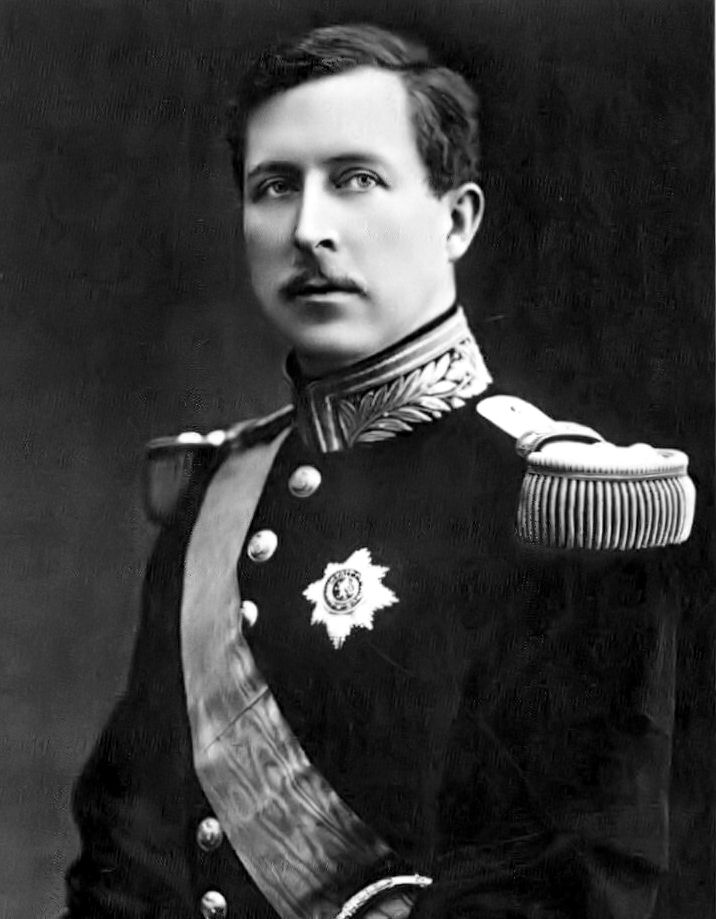
Le roi Albert Ier en 1915.

L'Allemagne laissait 12 heures à la Belgique pour qu'elle accepte le libre passage de ses troupes. Le plan Schlieffen-Moltke supposait en effet l'évacuation rapide vers l'avant, donc vers la Belgique des troupes qui arrivaient en masse au nœud ferroviaire d'Aix-la-Chapelle. À la réception de la missive, le roi Albert Ier convoque un conseil de crise qui se réunit toute la nuit.
Le 3 août à 7 heures du matin, le Roi Albert Ier fait savoir que l'ultimatum est repoussé :

« [...] Aucun intérêt stratégique ne justifie la violation du droit. Le Gouvernement belge, en acceptant les propositions qui lui sont notifiées, sacrifierait l'honneur de la nation, en même temps qu'il trahirait ses devoirs vis-à-vis de l'Europe. Conscient du rôle que la Belgique joue depuis plus de quatre-vingts ans dans la civilisation du monde, il se refuse à croire que l'indépendance de la Belgique ne puisse être conservée qu'au prix de la violation de sa neutralité. Si cet espoir était déçu, le Gouvernement belge est fermement décidé à repousser par tous les moyens en son pouvoir, toute atteinte à son droit. »

Albert Ier ordonne la destruction des ponts et des tunnels à la frontière allemande et prend la tête de l'armée.
À 18 h 45, le baron de Schoen, ambassadeur d'Allemagne en France, déclare la guerre à la France. À Bruxelles, le peuple acclame les Français et chante La Marseillaise.
Le 4 août, alors qu'Albert Ier est ovationné, l'Allemagne, qui avait déjà envahi le Luxembourg, pénètre en Belgique, violant sa neutralité, pour forcer le passage. 
Tandis que la petite armée belge forte de 200 000 hommes tente de résister, les premières victimes tombent. À Clermont, Théodore Pauchenne est le premier civil tué par les Allemands. À Thimister, le lancier Antoine Fonck est tué par les Allemands. Il est le premier soldat belge victime de la guerre. À Berneau, des maisons sont incendiées et des civils sont abattus. À Visé, cinq gendarmes à vélo s'opposent au passage de troupes allemandes : deux ont été tués, les trois autres blessés. C'est le début des atrocités allemandes avec ses villes et villages martyrs.
Ensuite, Liège est assiégée.